# Frank Marth (musicus)
Frank Marth is een Duitse zanger, gitarist en songwriter.

## Carrière
Tijdens de jaren 1970 was Marth als podiummuzikant werkzaam bij het Düsseldorfer Schauspielhaus. In deze periode speelde hij ook in lokale bands, waaronder P. Blitz, Curth Comet en de Lilac Angels. Hij richtte met Jürgen Graf en Bernd Renn de niet lang bestaande Hamburgse band Heavy Jelly op. Daarna werd hij lid van de evenzo kort bestaande band Duisburg City Rock ‘n’ Roll Allstars, die in 1980 de eerste Sternhagel-single voor het Düsseldorfse label Rondo Label opnamen. Tussen 1979 en 1981 ontwikkelde zich een samenwerkingsverband met Xao Seffcheque (Family Five), waarbij de imitatie-compilatie Sehr gut kommt sehr gut werd geproduceerd.
Aangaande de korte film-dagen in Oberhausen/Düsseldorf werd in 1980 de Da Capo Movie Band opgericht, die bestond uit jazz- en rockmuzikanten, acteurs en pantomimespelers. Een hedendaags prominent lid was Helge Schneider. De band had weliswaar tot 1987 in Duitsland en op het Europese vasteland talrijke radio- en tv-optredens, maar publiceerde geen geluidsdragers.
Marth produceerde daarna met Herwig Mitteregger, CBS, de Fabrik Rakete en de Spliff Studio de lp Sternhagel kommt, die in 1982 bij CBS verscheen. Tot de studiobezetting behoorden Bernd Renn (basgitaar), Jürgen Dahmen (keyboard en percussie), Herwig Mitteregger (drums) en gasten uit de Berlijnse muziekwereld. De eerste single was Fahrradfahr'n, die echter slecht werd verkocht, net als de lp-productie. Het project werd derhalve beëindigd. Daarna was Marth verder als gitarist, zanger en componist actief en onder andere bij de producties van de Düsseldorfse band Reflexx betrokken. Tegenwoordig werkt hij als gitarist, gitaardocent en bandcoach.

## Muziekstijl
Muziek en tekst van Sternhagel zijn een spel met verwachtingspatronen en momentopnamen van de pop- en rockmuziek, die hij gebruikt om ironiserend en clownesk zijn bijzondere visie der dingen te verkondigen. Vertrouwde, algemene muziekstijlen worden gebroken met teksten, die incidenteel naïef als kinderliedjes (Eskimo, Fahrradfahr'n) overkomen, grotesk, melancholiek (Hauruck, King Kong, Freibier), bijna visionair de mediamechanismen van de golfoorlogen vooruit beschrijvend in Krieg.

## Discografie

### Singles
- 1980: Vielleichtbinicheinpankdochichweißnichtgenau / Hauruck,ich liebe Dich (Rondo Fit 6)
- 1982: Fahrradfahr'n (CBS 2261)
- 1982: Eskimo (CBS 2886)

### Albums
- 1982: Sternhagel kommt (CBS 85716)

### Samplers
- 1981: Sehr gut kommt sehr gut (titel: King Kong)
- 1982: Diverse NDW-samplers (titel: Fahrradfahr'n)